# Josef Häusler
Josef Häusler (* 15. Juni 1926 in Freiburg; † 20. Februar 2010 ebenda) war ein deutscher Musikpublizist und Rundfunkredakteur.

## Leben
Nach seinem  Examen als Musiklehrer an der Hochschule für Musik Freiburg war Häusler als Pianist und Privatmusiklehrer tätig, dann als freier Musikkritiker für das Badische Tagblatt und andere Tageszeitungen sowie für die Fachpresse.
1959 kam er als Dramaturg und Redakteur zum damaligen Südwestfunk (SWF, heute SWR), wo er als dritter Nachkriegs-Festivalchef die künstlerische und organisatorische Leitung der Donaueschinger Musiktage von Otto Tomek übernahm und zwischen 1975 und 1991 das Programm prägte. Gerhard R. Koch charakterisiert: „Doch die Vaterfigur Strobel spielte auch weiter eine Rolle: nicht zuletzt in der Nähe zu Frankreich (Messiaen, Boulez, Xenakis), aber auch Stockhausen und Kagel. Auch manche Tabus blieben erhalten: Henze etwa; während es Häusler immerhin gelang, Luigi Nono wieder nach Donaueschingen zu holen. Der amerikanischen Musik begegnete Häusler mit Vorbehalt, und auch die sozialistischen Staaten, mit Ausnahme Polens, waren kaum vertreten, ebenso die Musik anderer Kontinente. Es war eine ‚abendländisch‘ getönte Avantgarde.“
Von Häuslers Schriften nehmen die beiden Bücher zur Musikgeschichtsschreibung des 20. Jahrhunderts einen hohen Rang ein, da sie nicht allein eine Chronik und Porträts der einflussreichsten Komponisten bieten, sondern durch die scharf gefassten Charakterisierungen auch Stil- und Theoriebegriffe deutlicher gefasst haben. Hinzu kamen Aufsätze in den Zeitschriften Melos, Musica und der Neuen Zeitschrift für Musik. Seine Übersetzungen von Quellentexten aus dem Französischen – vornehmlich von Pierre Boulez – haben viel zur Kenntnis und Wertschätzung des französischen Denkens und der Ästhetik beigetragen.

## Schriften
chronologisch

### Bücher
- Musik im 20. Jahrhundert – Von Schönberg zu Penderecki, Bremen: Schünemann 1969, 1972, 442 S.
- Spiegel der Neuen Musik: Donaueschingen. Chronik – Tendenzen – Werkbesprechungen, Kassel: Bärenreiter 1996, 494 S.

### Übersetzungen
- Pierre Boulez: Musikdenken heute 1 = Darmstädter Beiträge zur Neuen Musik Bd. 5, Mainz Schott 1963, 123 S.
- Pierre Boulez: Werkstatt-Texte, Frankfurt: Ullstein/Propyläen 1972, 286 S.
- Claude Debussy: Monsieur Croche – Sämtliche Schriften und Interviews zur Musik, Stuttgart: Reclam 1974, 1982, 2010, 304 S.
- Pierre Schaeffer: Musique Concrète –  von den Pariser Anfängen um 1948 bis zur elektroakustischen Musik heute, Stuttgart: Klett 1974, 135 S.
- Pierre Boulez: Wille und Zufall – Gespräche mit Célestin Deliège, Stuttgart: Belser 1977, 140 S.
- Pierre Boulez: Anhaltspunkte. Essays, Stuttgart: Belser 1975, Taschenbuch: Bärenreiter/dtv 1979, 415 S.
- Pierre Boulez: Musikdenken heute 2 = Darmstädter Beiträge zur Neuen Musik Bd. 6, Mainz Schott 1985, 81 S.
- Pierre Boulez: Leitlinien – Gedankengänge eines Komponisten, Kassel/Stuttgart: Bärenreiter/Metzler 2000, 450 S.

### Artikel / Interviews
- Wenn man heute ein Streichquartett schreibt – Gespräch mit György Ligeti, in: Neue Zeitschrift für Musik, 1970, H. 7/8, S. 378–381
- Interview mit György Ligeti, in: Neue Zeitschrift für Musik, 1970, H. 12, S. 496–507
- Fruchtland der Synthese – Der Komponist Pierre Boulez, in: Musica, Jg. 24, 1970, H. 3, S. 239–241
- Einheit in der Mannigfaltigkeit – Skizze über Lutosławski, in: Neue Zeitschrift für Musik, 1973, H. 1, S. 23–26
- Ethos der Verantwortung – zum Tod des Dirigenten Ernest Bour, in: Neue Zeitschrift für Musik, 2001, H. 5, S. 56–57
- Laudatio auf Violeta Dinescu, in: Violeta Dinescu, hg. von Eva-Maria Houben, Saarbrücken 2004, S. 14–18.

### Herausgeberschaft
- Pierre Boulez – Eine Festschrift zum 60. Geburtstag, Wien: Universal Edition 1985, 245 S.
- Pierre Boulez in Salzburg – Programmbuch der Salzburger Festspiele 1992, Zürich: Eidolon 1992, 167 S.
- Brennpunkt Nono: Programmbuch Zeitfluß 93 [Salzburger Festspiele], Salzburg: Residenz-Verlag 1993, 160 S.
- Nicolaus A. Huber: Durchleuchtungen – Texte zur Musik 1964-1999, Wiesbaden: Breitkopf & Härtel 2000, 12+426 S.
- Helmut Lachenmann: Musik als existentielle Erfahrung – Schriften 1966-1995, Wiesbaden: Breitkopf & Härtel, 1. Auflg. 1996, 2. Auflg. aktualisiert 2004, 26+460 S.